# Diglyphus bulbus
Diglyphus bulbus är en stekelart som beskrevs av Ubaidillah och Yefremova 2001. Diglyphus bulbus ingår i släktet Diglyphus och familjen finglanssteklar.
Artens utbredningsområde är Kazakstan. Inga underarter finns listade i Catalogue of Life.